# Casciana Terme
Casciana Terme is een gemeente in de Italiaanse provincie Pisa (regio Toscane) en telt 3620 inwoners (31-12-2004). De oppervlakte bedraagt 36,4 km², de bevolkingsdichtheid is 99 inwoners per km².
De volgende frazioni maken deel uit van de gemeente: Collemontanino, Parlascio, Ceppato, Sant'Ermo.

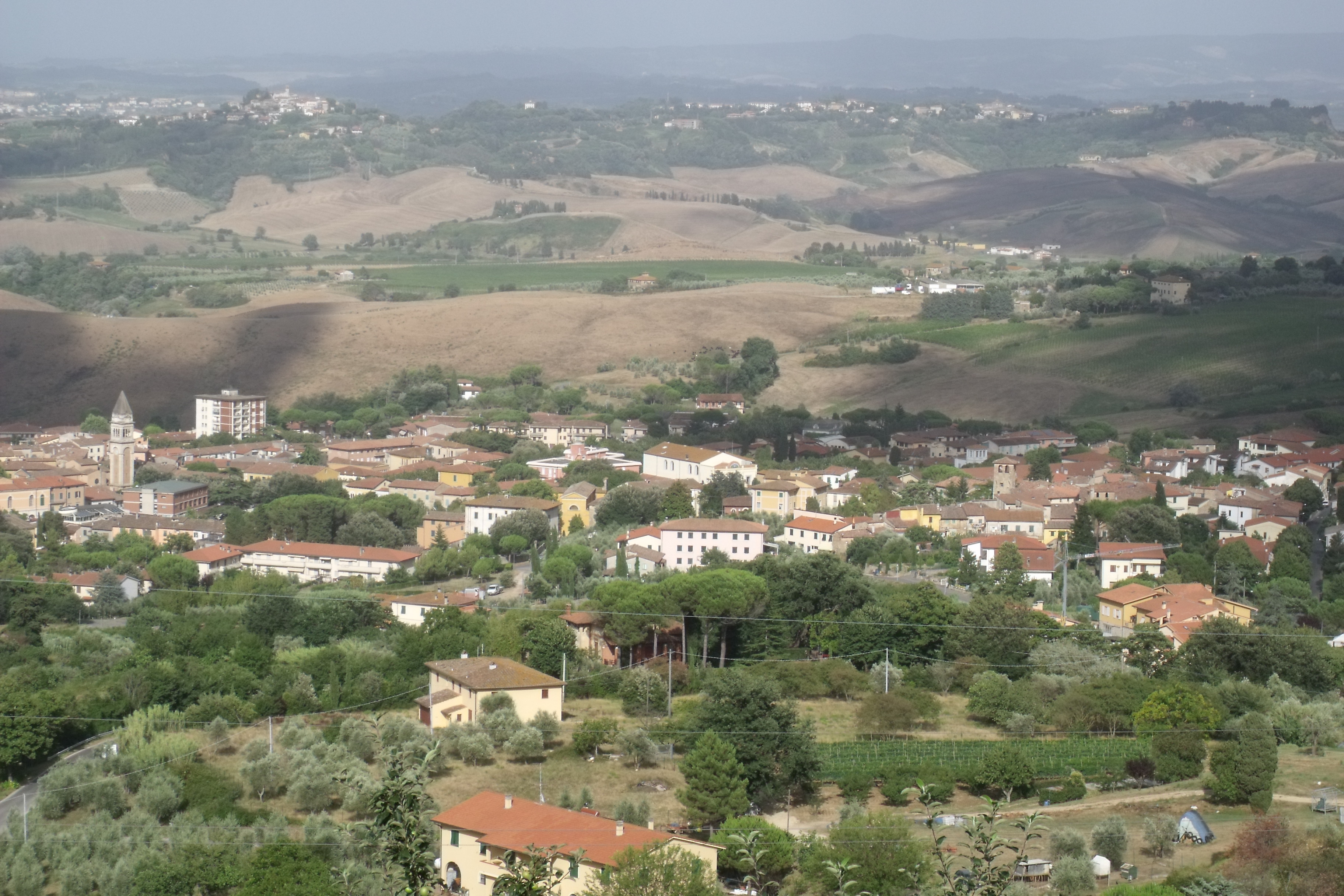
Uitzicht over Casciana Terme
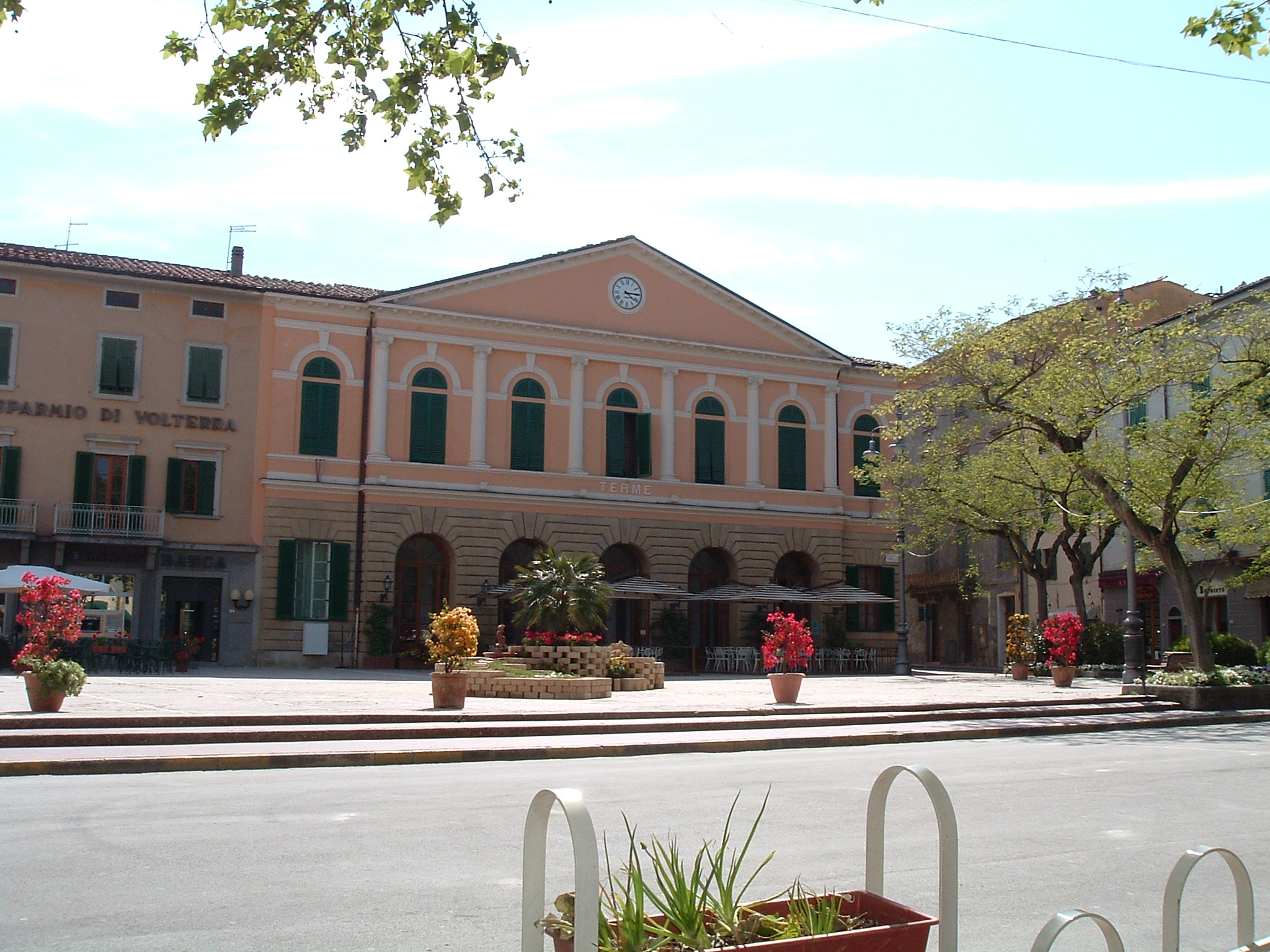
Thermen in Casciana Terme
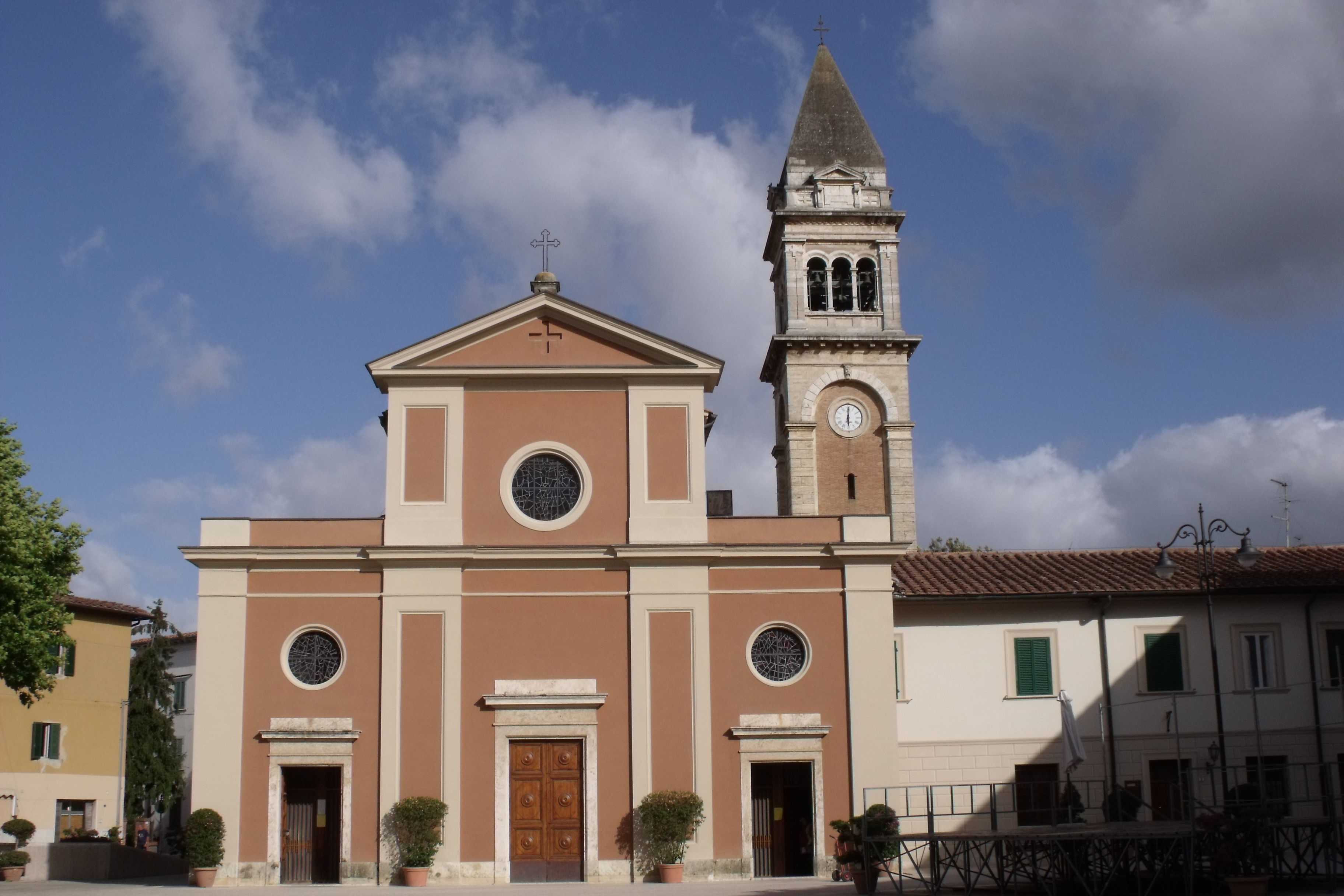
Kerk van Santa Maria Assunta

## Demografie
Casciana Terme telt ongeveer 1444 huishoudens. Het aantal inwoners steeg in de periode 1991-2001 met 9,6% volgens cijfers uit de tienjaarlijkse volkstellingen van ISTAT.
| Jaar | Inwoneraantal |
| ---- | ------------- |
| 1991 | 3228          |
| 2001 | 3538          |

## Geografie
De gemeente ligt op ongeveer 125 meter boven zeeniveau.
Casciana Terme grenst aan de volgende gemeenten: Chianni, Lari, Lorenzana, Santa Luce, Terricciola.